# Tunxdorf
Tunxdorf is een plaats in de Duitse gemeente Papenburg, deelstaat Nedersaksen.
De dorpjes Tunxdorf en Nenndorf (per 31-12-2020 135 inwoners, nr. 4 op het kaartje in het kader) worden in de praktijk door een gemeenschappelijke dorpsraad in de gemeente vertegenwoordigd. Het zijn twee kleine boerendorpjes aan de Eems in een wat afgelegen deel van de gemeente.
Ten westen van Tunxdorf ligt een klein natuurgebied aan het veenriviertje Ahe. Ten zuiden van het dorpje is een bos aangelegd rondom een zand- en grindwinningsplas, de Tunxdorfer Waldsee. Hier is een klein recreatiestrand met zwemgelegenheid. Tussen het dorp en deze recreatieplas ligt een camping.

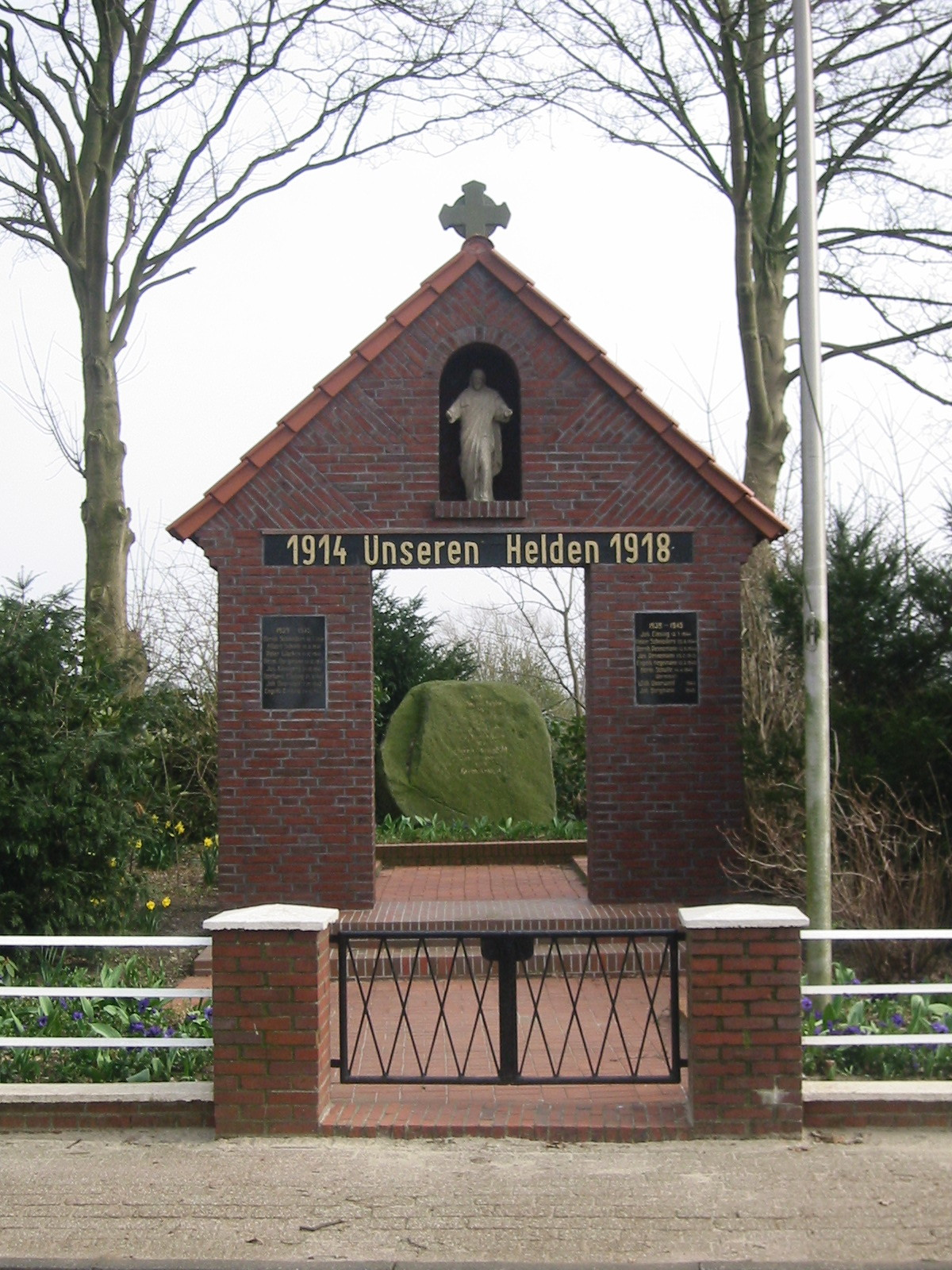
Oorlogmonument